# Партия словенского народа
Партия словенского народа (словен. Stranka slovenskega naroda, SSN) — словенская националистическая, непарламентская политическая партия
Создана в 1994 году на базе крайне правой Словенской национальной партии, после провала на парламентских выборах в Словении в 1996 году. 
Позиционирует себя, как национальная партия словенцев вне зависимости от личного мировоззрения человека. Первоочередной задачей считает не борьбу за утверждение так называемых левых или правых политических идей, как пережитков XIX века, а борьбу за создание прочных основ государственности, которые являются условием нормальной жизни и равенства всех граждан, а также существования словенского государства и нации. В программе партии предусмотрено, что она отвергает крайне левые политические идеи (к которым относит коммунизм, фашизм и нацизм) и левизну как «отрицание государства и права» (анархизм, интернационализм, «культурный марксизм»), а также крайне правые политические идеи (элитизм, монархизм и имперский капитализм).  
Преимущественным электоратом партии является молодёжь, а также население Словении вдоль границ с Италией и Австрией.